# Mesoplophora iuvenalis
Mesoplophora iuvenalis är en kvalsterart som beskrevs av Wojciech Niedbała 2006. Mesoplophora iuvenalis ingår i släktet Mesoplophora och familjen Mesoplophoridae. Inga underarter finns listade i Catalogue of Life.